# 森住惣一郎
森住 惣一郎（もりずみ そういちろう、1973年10月5日 - ）は、日本のゲームクリエイター。東京都練馬区出身。トライクレッシェンド所属。

## 来歴
明治学院大学経済学部経済学科出身。ワープロがすでに普及していた時代にバンプレストへ手書きの分厚い企画書を送ったところ、その話がスーパーロボット大戦シリーズのプロデューサーであるじっぱひとからげの耳に入り、それをきっかけに同社に採用される。その後、バンプレストの子会社であるバンプレソフトのSR（スーパーロボット）プロデュースチームに所属し、スーパーロボット大戦シリーズなどの開発に参加。
2002年の『スーパーロボット大戦ORIGINAL GENERATION』の発売を最後にバンプレソフトを退社し、モノリスソフトに移籍する。移籍後もモノリスソフトと協力体制にあるバンダイナムコゲームス（旧バンプレスト）と共に、『無限のフロンティア スーパーロボット大戦OGサーガ』などスーパーロボット大戦シリーズの開発に携わっている。『スーパーロボット大戦OG ORIGINAL GENERATIONS』の際には、登場人物の設定の確認や会話の手直しをしていた。
2017年3月31日をもってモノリスソフトを退社、トライクレッシェンドへと籍を移している。

## 人物
シナリオを書くときは毎回「愛」をテーマにしており、主人公に男女のカップルを据えることが多い（『スーパーロボット大戦COMPACT2』、『無限のフロンティア スーパーロボット大戦OGサーガ』など）。
ポニーテール好きとして知られ、自身が関わった作品にポニーテールの女性キャラを登場させることが多い（『スーパーロボット大戦COMPACT2』のエクセレン・ブロウニング、『NAMCO x CAPCOM』の小牟など）。
ロボットの名前をはじめ、ネーミングにはドイツ語またはもともとの読みに別の漢字をあてるパターンのどちらかを使用している。

## 参加作品
1997年
- クリティカルブロウ（PS） - プロデュース

1998年
- スーパーヒーロー作戦（PS） - サポートスタッフ

1999年
- スーパーロボット大戦COMPACT（WS） - プロデュース、シナリオ
- スーパーロボット大戦コンプリートボックス（PS） - プロデュース

2000年
- スーパーロボット大戦COMPACT2（2000年 - 2001年、WS） - プロデュース、シナリオ

2001年
- リアルロボットレジメント（PS2） - プロデュース、シナリオ監修
- スーパーロボット大戦A（GBA） - プロデュース、シナリオ

2002年
- スーパーロボット大戦IMPACT（PS2） - プロデュース、構成・脚本
- スーパーロボット大戦ORIGINAL GENERATION（GBA） - プロデュース、脚本

2005年
- NAMCO x CAPCOM（PS2） - ディレクター

2007年
- スーパーロボット大戦OG ORIGINAL GENERATIONS（PS2） - シナリオ監修

2008年
- 無限のフロンティア スーパーロボット大戦OGサーガ（DS） - ディレクター

2010年
- 無限のフロンティアEXCEED スーパーロボット大戦OGサーガ（DS） - ディレクター
- スーパーロボット大戦OG -ジ・インスペクター-（テレビアニメ） - 監修

2012年
- PROJECT X ZONE（3DS） - ディレクター

2015年
- PROJECT X ZONE 2:BRAVE NEW WORLD（3DS） - ディレクター

2019年
- スーパーロボット大戦X-Ω（スマートフォン） - イベント『ここが無限の開拓地』シナリオ
- スーパーロボット大戦DD（スマートフォン） - 『クロッシング・パイロット』第1弾シナリオ

2022年
- SDガンダム バトルアライアンス（Switch/PS5/PS4/XSX/S/XONE/PC） - シナリオ

2023年
- アークナイツ ウルサスの子供たち（ドラマCD） - 脚本

2024年
- RUSHING BEAT X: Return Of Brawl Brothers（プラットフォーム未発表） - シナリオ、プランナー